# 沙州镇 (青川县)
沙州镇，是中华人民共和国四川省广元市青川县下辖的一个乡镇级行政单位。位于川甘边界，境内主要是山区。2019年12月，撤销营盘乡，将其所属行政区域划归沙州镇管辖，沙州镇人民政府驻昌平街2号。

## 行政区划
沙州镇下辖以下地区：
白水社区、白龙社区、南丰村、江边村社区村、田坪村、大湾村、寺沟村、居山村、幸福村、白土村、三堆村、青坪村和松林村。

## 相關新聞
2008年的汶川大地震造成本鎮重大灾难，但當時鎮政府在境內掛起了「命苦不怪父母，地震不怨政府」的條幅，被救援人員拍下傳遍網路。